# Tè per due
Tè per due (Tea for Two) è un film del 1950 diretto da David Butler e interpretato da Doris Day, Gordon MacRae, Eve Arden, S.Z. Sakall.

## Trama
Nanette è una ragazza molto ricca che prende lezioni di canto e di ballo, aspirando a diventare una star del teatro musicale. Siamo nel 1929 e la crisi di Wall Street è alle porte. Suo zio J. Maxwell Bloomhaus, che finora ha investito molto oculatamente il patrimonio di Nanette, comincia a fare degli investimenti azzardati. Nanette, confidando nei suoi mezzi, decide di finanziare con 25 000 dollari la rivista del produttore Larry Blair che le promette una parte importante nello show. Quello che Nanette non sa, è che Larry è ancora fidanzato con un'altra alla quale ha promesso lo stesso ruolo. Lo zio, preoccupato per il denaro di Nanette, scommette con la nipote: le darà i 25 000 dollari solo se Nanette riuscirà a non pronunciare neanche un "sì" nelle future 24 ore. La promessa è causa di equivoci e problemi, perché Nanette, continuando a dire sempre e soltanto no, non potendo spiegare risposte contraddittorie, si fidanza e sfidanza con Jimmy Smith. Alla fine, Nanette vince la scommessa, ma scopre che lo zio ha perso tutti i suoi soldi. Tutta la compagnia, ospite nella casa di campagna di Nanette per le prove, è disillusa. Pauline, la segretaria di Nanette mette le cose a posto: seduce l'unico che ha ancora dei soldi, ovvero l'avvocato, e lo convince a finanziare lo show.

## Canzoni
- I Know That You Know di Anne Caldwell, Vincent Youmans
- Crazy Rhythm di Irving Caesar, Roger Wolfe Kahn, Joseph Meyer, Harry Warren
- I Only Have Eyes for You di Al Dubin, Harry Warren
- Tea for Two di Vincent Youmans, Irving Caesar, Otto Harbach
- I Want to Be Happy di Irving Caesar, Vincent Youmans
- Do Do Do di George Gershwin, Ira Gershwin
- Oh Me! Oh My! Arthur Francis, Vincent Youmans, Ira Gershwin
- Charleston di Cecil Mack, James P. Johnson
- Here In My Arms di Richard Rogers, Lorenz Hart
- No, No, Nanette di Otto Harbach, Vincent Youmans

## Produzione
Il film fu prodotto dalla Warner Bros.

## Riconoscimenti
- 1951 - Golden Globe
  - Miglior attore debuttante (Gene Nelson)

## Versioni cinematografiche
- No, No, Nanette, regia di Clarence G. Badger (1930)(WB) con Bernice Claire
- No, No, Nanette, regia di Herbert Wilcox (1940) (RKO) con Anna Neagle
- Tè per due (Tea for Two), regia di David Butler (1950) (WB) con Doris Day, Gordon MacRae

## Versione televisiva
- No, no, Nanette regia di Vito Molinari (1955) Rai
- No, No, Nanette regia di Vito Molinari (1961) Rai
- No, No, Nanette regia di Vito Molinari (1974-1975) Rai